# Lista siturilor arheologice din județul Bistrița-Năsăud - P
Lista siturilor arheologice din județul Bistrița-Năsăud - P conține toate siturile arheologice din județul Bistrița-Năsăud înscrise în Repertoriul Arheologic Național (RAN) și aflate în localități al căror nume începe cu litera P. RAN este administrat de Ministerul Culturii și Patrimoniului Național și cuprinde date științifice, cartografice, topografice, imagini și planuri, precum și orice alte informații privitoare la zonele cu potențial arheologic, studiate sau nu, încă existente sau dispărute.
Puteți căuta un sit din localitățile care încep cu litera P folosind formularul de mai jos sau puteți naviga prin toate siturile din județ la Lista siturilor arheologice din județul Bistrița-Năsăud.
| Cod RAN                               | Denumire | Localitate                                    | Adresă               | Datare               | Descoperit | Coordonate | Imagine           | Erori            |
| ------------------------------------- | --- | --------------------------------------------- | -------------------- | -------------------- | ---------- | ---------- | ----------------- | ---------------- |
| 35456.01.01 (Cod LMI: BN-I-s-B-01378) | Burgus roman de la Perișor - "Vârful Comoara" / ansamblu anonim (Categorie: fortificație) (Tip: Burgus)             | sat Perișor, comuna Zagra                     | Vârful Comoara       | romană sec. II - III |            |            | Încărcați imagine | Raportați eroare |
| 35036.01 (Cod LMI: BN-I-s-B-01379)    | Situl arheologic de la Pinticu Tecii - "Cetățuia" (Categorie: locuire civilă) (Tip: așezare fortificată)            | sat Pinticu, comuna Teaca                     | Cetățuia             | sec. XIII - XIV      |            |            | Încărcați imagine | Raportați eroare |
| 35036.01.01 (Cod LMI: BN-I-s-B-01379) | Situl arheologic de la Pinticu Tecii - "Cetățuia" / ansamblu anonim (Categorie: locuire civilă) (Tip: Fortificație) | sat Pinticu, comuna Teaca                     | Cetățuia             |                      |            |            | Încărcați imagine | Raportați eroare |
| 35036.01.02 (Cod LMI: BN-I-s-B-01379) | Situl arheologic de la Pinticu Tecii - "Cetățuia" / ansamblu anonim (Categorie: locuire civilă) (Tip: Așezare)      | sat Pinticu, comuna Teaca                     | Cetățuia             | sec. XIII - XIV      |            |            | Încărcați imagine | Raportați eroare |
| 34743.01.01 (Cod LMI: BN-I-s-B-01380) | Tumulul de la Podirei / ansamblu anonim (Categorie: descoperire funerară) (Tip: Tumul)                              | sat Podirei, comuna Șieu-Măgheruș             |                      |                      |            |            | Încărcați imagine | Raportați eroare |
| 33159.01.01                           | Așezări preistorice la Piatra- Sandberg, Blumenthal / ansamblu anonim (Categorie: locuire civilă) (Tip: Așezare)    | sat Piatra, comuna Chiuza                     | Sandberg, Blumenthal |                      |            |            | Încărcați imagine | Raportați eroare |
| 32937.01                              | Descoperiri neo-eneolitice de la Petriș (Categorie: descoperire izolată) (Tip: obiect izolat)                       | sat Petriș, comuna Cetate                     |                      |                      |            |            | Încărcați imagine | Raportați eroare |
| 34244.01                              | Obiect eneolitic la Prundu Bârgăului (Categorie: descoperire izolată) (Tip: obiect izolat)                          | sat Prundu Bârgăului, comuna Prundu Bârgăului |                      |                      |            |            | Încărcați imagine | Raportați eroare |